# Lithocarpus lauterbachii
Lithocarpus lauterbachii är en bokväxtart som först beskrevs av Karl Otto von Seemen, och fick sitt nu gällande namn av Markgr. Lithocarpus lauterbachii ingår i släktet Lithocarpus och familjen bokväxter. Inga underarter finns listade.